# Charles Macpherson Dobell

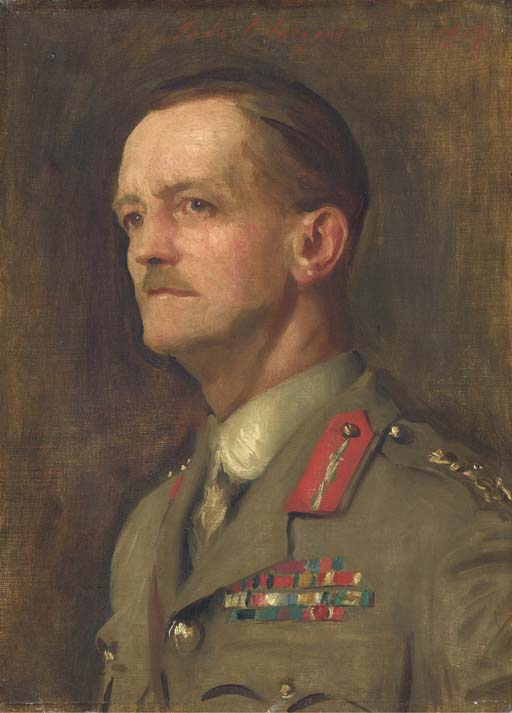
Sir Charles Dobells um 1919. Porträtstudie von John Singer Sargent für General Officers of World War I.

Sir Charles Macpherson Dobell KCB, CMG, DSO (* 22. Juni 1869 in Québec City; † 17. Oktober 1954 in London) war ein aus Kanada stammender Offizier der British Army, der den Rang eines Lieutenant-General erreichte und im Ersten Weltkrieg unter anderem in Kamerun und im Sinai- und Palästinafeldzug kämpfte.

## Leben
Dobell war der Sohn des aus Liverpool stammenden, 1857 nach Kanada ausgewanderten Geschäftsmanns und Politikers Richard Reid Dobell und der Elizabeth Frances Macpherson, Tochter des Eisenbahnunternehmers David Lewis Macpherson. Er wurde auf einer kanadischen Privatschule, einer High School in Québec und an der britischen Charterhouse School ausgebildet und trat 1886 als Offiziersanwärter in das Royal Military College of Canada in Kingston, Ontario, ein. Nach seinem Abschluss wurde er 1890 als Second Lieutenant dem britischen Regiment der Royal Welch Fusiliers zugeteilt und nahm mit diesem 1891 an der Hazara-Expedition im heutigen Pakistan teil. 1892 wurde er Lieutenant und 1896 Captain sowie Adjutant des 2. Bataillons.
1899 wurde Dobell, während er auf Kreta stationiert war, zum Brevet-Major befördert. Im selben Jahr wurde er nach dem Ausbruch des Zweiten Burenkrieges nach Südafrika entsandt und erhielt Anfang 1900 den Befehl über ein berittenes Infanterieregiment, mit dem er unter anderem am Entsatz von Kimberley, der Schlacht von Paardeberg sowie Operationen im Transvaal und im Oranje-Freistaat teilnahm. Für seine Dienste in Südafrika wurde er mit dem Distinguished Service Order und der Queen’s South Africa Medal mit sechs Spangen ausgezeichnet. Im Juli 1900 wurde er nach China versetzt, um an der Niederschlagung des Boxeraufstands teilzunehmen.
Nach dem Ende des Burenkrieges absolvierte Dobell den zweijährigen Kurs am englischen Staff College. Anschließend diente er ab 1905 als Bataillonskommandeur bei der West African Frontier Force (WAFF) und nahm an der Niederschlagung von Revolten im Protektorat Nordnigeria teil. 1907 wurde er als Brevet-Lieutenant-Colonel dem War Office zugeteilt. 1910 wurde er Aide-de-camp des Königs und erhielt den Brevet-Rang eines Colonel.
1913 wurde Dobell zum Brigadier-General befördert und erhielt den Posten des Generalinspekteurs der West African Frontier Force. Als solcher wurde er mit Ausbruch des Ersten Weltkriegs auch Kommandeur der alliierten Truppen, die gegen die deutsche Kolonie Kamerun eingesetzt wurden. Diese Operationen zogen sich bis ins Frühjahr 1916 hin (vgl. Kamerun im Ersten Weltkrieg), Dobell wurde hier 1915 zum Major-General befördert und im April 1916 für seinen Erfolg als Knight Commander des Order of the Bath geadelt.
Nach dem Abschluss des Feldzugs in Kamerun wurde Dobell nach Ägypten versetzt, wo er im Juni 1916 den Befehl über die Western Frontier Force erhielt. Diese war als Teil der Egyptian Expeditionary Force (EEF) für die Verteidigung der Westgrenze Ägyptens gegen aufständische Stämme aus dem benachbarten Libyen zuständig. Im September 1916 übernahm er einen Abschnitt der Verteidigungsstellungen am Suezkanal und wurde im folgenden Monat General Officer Commanding der neuformierten Eastern Force der EEF im Range eines Lieutenant-General. Er unterstand direkt den Befehlen des Oberbefehlshabers der EEF, Archibald Murray. Dobells Truppen, anfänglich bestehend aus der 42nd (East Lancashire) Division, der 52nd (Lowland) Division und der mobilen Desert Column unter Philip Chetwode, drängten die gegnerischen osmanischen Truppen im Winter 1916/17 in mehreren Schlachten von der Sinai-Halbinsel zurück und trugen den Kampf in der Folge auf osmanisches Gebiet. Allerdings schlugen im Frühjahr 1917 zwei Versuche, die stark befestigte osmanische Garnisonsstadt Gaza einzunehmen, unter hohen Verlusten fehl. Nach der Zweiten Schlacht um Gaza im April, in der die Briten über 6000 Mann verloren, wurde Dobell durch Murray abgesetzt. Murray selbst sollte nur wenige Wochen später durch Edmund Allenby abgelöst werden.
Dobell wurde nach diesem Debakel als Distriktbefehlshaber nach Britisch-Indien versetzt. Er befehligte im Dritten Anglo-Afghanischen Krieg von 1919 eine Division. 1923 nahm er seinen Abschied aus dem aktiven Dienst. Er war von 1926 bis 1938 Colonel of the Regiment der Royal Welch Fusiliers. Neben seinen britischen Auszeichnungen war er unter anderem Kommandeur der französischen Ehrenlegion.